# Caloplaca vitellinaria
Caloplaca vitellinaria är en lavart som beskrevs av Szatala. Caloplaca vitellinaria ingår i släktet orangelavar och familjen Teloschistaceae.   Inga underarter finns listade i Catalogue of Life.